# Julien...
 (novembre 2009).
Si vous disposez d'ouvrages ou d'articles de référence ou si vous connaissez des sites web de qualité traitant du thème abordé ici, merci de compléter l'article en donnant les références utiles à sa vérifiabilité et en les liant à la section « Notes et références ».
Pour les articles homonymes, voir Julien.
Albums de Dalida
sings in italian for you
(1973) Olympia 1974
(1974)
Dalida (communément appelé Julien...) est le sixième album de Dalida paru chez Sonopresse et le quatrième composé de chansons originales. Sorti en 1973, l'album comptera pas moins de cinq 45 tours publiés et verra donc, huit des onze pistes qu'il compte extraites sous ce format. Un record pour l'époque.
Dalida reprend ce qui sera, au cours de la même année, le plus gros tube de Serge Lama (Je suis malade) et adapte en français le succès italien de Drupi, Vado via. Serge Lama, encore, lui offre, avec Alice Dona, une autre chanson (Ô Seigneur Dieu). 
Cet album compte également deux des plus gros succès de la carrière de Dalida : Paroles, paroles (en duo avec Alain Delon), qui rencontrera le succès en France (classé no 10) mais aussi au Japon (classé no 28), et Il venait d'avoir 18 ans, qui obtiendra le prix de l'Académie du Disque en 1975 et se classera en Allemagne (no 13) et en Italie (no 33).

## Face A
1. Julien
2. Ô Seigneur Dieu (pourquoi m'as-tu abandonnée)
3. Je suis malade
4. Vado via (je m'en vais)
5. Paroles...Paroles... (avec Alain Delon)

## Face B
1. Non ce n'est pas pour moi
2. Il venait d'avoir 18 ans
3. Soleil d'un nouveau monde
4. Mais il y a l'accordéon
5. Le temps de mon père
6. Rien qu'un homme de plus

## Singles

### France
- Paroles, paroles / Pour ne pas vivre seul
- Mais il y a l'accordéon / Rien qu'un homme de plus
- Vado via / Je suis malade
- Julien / Non ce n'est pas pour moi
- Il venait d'avoir 18 ans / Non ce n'est pas pour moi (disque promotionnel)

### Italie
- 18 anni / Per non vivere soli

### Allemagne
- Worte, nur worte / Um nicht allein zu zein
- Paroles, paroles / Pour ne pas vivre seul

### Japon
- Paroles, paroles / Une vie
- Paroles, paroles - Mamy Blue / Parle plus bas (Le Parrain) - Lady D'Arbanville
- Il venait d'avoir 18 ans / Avec le temps
- Il venait d'avoir 18 ans / Pour qui, pourquoi
- Il venait d'avoir 18 ans (en japonais) / Il venait d'avoir 18 ans (en français)

## Versions
- Il venait d'avoir 18 ans est la chanson que Dalida a enregistrée dans le plus de langues étrangères :
  - en italien (18 anni)
  - en espagnol (Tenia dieciocho años)
  - en allemand (Er war gerade 18 Jaehr)
  - en anglais (He must have been eighteen - en 1978)
  - en japonais (publiée sous le titre français)
- Paroles, paroles en allemand (Worte, nur Worte avec Alain Delon en 1973 et avec Harrald Junk en 1984)
- Rien qu'un homme de plus en italien (parue avant la version française Sei solo un uomo in più)
- Mais il y a l'accordéon en espagnol (Al escuchar mi acordeon) et en allemand (Doch einer spielt akkordeon)